# 文啓
文啓（1811年—？），字子承，一字佑人，號翰初，正紅旗蒙古人。清朝政治人物。進士出身。

## 生平
道光二十年庚子科举人，二十七年（1847年）中丁未科張之萬榜二甲進士，選庶吉士，道光三十年（1850年）散館以部屬用。官至四川候補知府。